# Höjdhopp för herrar i friidrott vid olympiska sommarspelen 1976
Herrarnas höjdhopp vid olympiska sommarspelen 1976 i Montréal avgjordes den 29-30 juli. 

## Medaljörer
| Gren     | Guld                 | Guld   | Silver            | Silver | Brons               | Brons  |
| Höjdhopp | Jacek Wszoła · Polen | 2,25 m | Greg Joy · Kanada | 2,23 m | Dwight Stones · USA | 2,21 m |

## Slutliga resultat
| Placering | Idrottare              | Höjd (m) |
| --------- | ---------------------- | -------- |
| 1         | Jacek Wszoła (POL)     | 2,25 OR  |
| 2         | Greg Joy (CAN)         | 2,23     |
| 3         | Dwight Stones (USA)    | 2,21     |
| 4         | Sergej Budalov (URS)   | 2,21     |
| 5         | Sergej Senjukov (URS)  | 2,18     |
| 6         | Rodolfo Bergamo (ITA)  | 2,18     |
| 7         | Rolf Beilschmidt (GDR) | 2,18     |
| 8         | Jesper Tørring (DEN)   | 2,18     |